# Mickey Pruitt
Mickey Pruitt é um ex-jogador profissional de futebol americano estadunidense que foi campeão da temporada de 1992 da National Football League jogando pelo Dallas Cowboys.